# آندره آندریویچ آندریف
 آندره آندریویچ آندریف (روسی: Андре́й Андре́евич Андре́ев؛ ۳۰ اکتبر ۱۸۹۵ – ۵ دسامبر ۱۹۷۱) یک سیاستمدار کمونیست اتحاد جماهیر شوروی بود که در زمان حکومت ژوزف استالین به قدرت رسید؛ وی در سال ۱۹۲۶ به عنوان عضو کاندیدا و در سال ۱۹۳۲ به عنوان یک عضو کامل به پولیتبورو پیوست. آندریف همچنین از سال ۱۹۳۰ تا ۱۹۳۱ و سپس دوباره از ۱۹۳۹ تا ۱۹۵۲ ریاست کمیسیون قدرتمند کنترل مرکزی حزب کمونیست اتحاد جماهیر شوروی را بر عهده داشت.

## زندگی‌نامه
آندره آندریویچ آندریف در منطقه اسمولنسک در خانواده ای دهقانی به دنیا آمد. وی در سن ۱۳ سالگی این روستا را ترک کرد تا با شغل ظرفشویی در مسکو کار کند. وی در دوره‌های آموزشی کارگران شرکت کرد و تا زمان ۱۵ سالگی به یک حلقه مارکسیستی پیوست. وی پس از اقامت در پتروگراد برای کار در کارخانه اسلحه پوتیلوف، در سال ۱۹۱۴ به بلشویکها پیوست. وی در طول جنگ بزرگ، به عنوان مدیر بیمارستان، ضمن انجام کارهای سیاسی غیرقانونی، کار کرد. وی عضو کمیته پتروگراد بلشویکها در سالهای ۱۹۱۵ و ۱۹۱۶ و یکی از برگزارکنندگان موج اعتصابات پیش از سقوط تزار بود. پس از انقلاب فوریه، وی به بنیانگذاری اتحادیه کارگران فلز پتروگراد کمک کرد. وی در جمع جمعیتی بود که از رهبر بلشویک، ولادیمیر لنین در بازگشت از تبعید در آوریل ۱۹۱۷ استقبال کرد. در همایش بلشویک در همان ماه، او یکی از نمایندگان جوان بود که از خواست لنین برای انقلاب دوم حمایت کرد.